# J. Edwin Brainard
J. Edwin Brainard, född omkring 1860, död den 9 september 1942, var en amerikansk politiker som var viceguvernör i Connecticut från 1925 till 1929.
Brainard blev viceguvernör när Hiram Bingham avgick som guvernör den 8 januari 1925 och lämnade guvernörsposten till den dåvarande viceguvernören John H. Trumbull. Han satt sedan i två mandatperioder. Under Trumbulls tredje och sista mandatperiod som guvernör var i stället Ernest E. Rogers viceguvernör.